# Licuala fractiflexa
Licuala fractiflexa är en enhjärtbladig växtart som beskrevs av Saw. Licuala fractiflexa ingår i släktet Licuala och familjen Arecaceae. Inga underarter finns listade i Catalogue of Life.